# Stromořadí topolů bílých
Stromořadí topolů bílých je alej památných stromů v Boru, části města Březnice v okrese Příbram. Alej tvoří 25 topolů bílých (Populus alba L.), které rostou v nadmořské výšce 475 m u rybníka Žofín. Jejich stáří je odhadováno na 180 let, obvody kmenů jsou v rozmezí 150–350 cm, výška stromů dosahuje 16–25 m (měřeno 1976). Zdravotní stav stromů je dobrý. Topoly jsou chráněny od 20. října 1981 jako dendrologicky cenný taxon, krajinná dominanta.

## Památné stromy v okolí
- Alej lip malolistých